# Os sesamoideum tibialis anterioris
Os sesamoideum tibialis anterioris is de benaming voor een accessoir voetwortelbeentje dat soms als extra ossificatiepunt ontstaat gedurende de embryonale ontwikkeling. Bij diegenen bij wie het sesambeentje voorkomt, bevindt het botje zich in de pees van de musculus tibialis anterior, mediaal van het os cuneiforme mediale.
Op röntgenfoto's wordt een os tibialis anterioris soms onterecht aangemerkt als afwijkend, losliggend botdeel of als fractuur.